# Boulevard Charles-V
Le boulevard Charles-V est une voie de la commune de Nancy, dans le département de Meurthe-et-Moselle, en Lorraine.

## Situation et accès
Le boulevard Charles-V est sis au nord-ouest de la Vieille-ville de Nancy ; il appartient administrativement au quartier Trois Maisons - Saint-Fiacre - Crosne - Vayringe.

## Origine du nom
Il porte le nom de Charles V de Lorraine (1643-1690).

## Historique
Cette voie a été ouverte à travers les bastions du Nancy ducal.

## Bâtiments remarquables et lieux de mémoire
- no 1 : Immeuble Weissenburger, édifice objet d'une inscription au titre des monuments historiques depuis 1994 et d'un classement en 1996[1].

- n°22 : villa Eugénie[2], construite en 1911 par l'architecte César Pain.